# عبد الله تايه
عبد الله تايه (1953 - ) هو كاتب وقاص وروائي فلسطيني، والأمين العام المساعد لاتحاد العام للكتاب والأدباء الفلسطينيين، يعمل مُديرًا عامًا في وزارة الإعلام. ولد في مخيم جباليا عام 1953 لعائلة هُجرت من بيت دراس في قضاء غزة.

## مناصبه
- نائب رئيس اتحاد الكتاب الفلسطينيين 1995-2003.
- القائم بأعمال رئيس اتحاد الكتاب منذ 2003.
- نائب رئيس منظمة كتاب أفريقيا وآسيا في فلسطين.
- عضو مؤسس لاتحاد الكتاب الفلسطينيين.
- عضو هيئة تحرير مجلة الزاوية الأدبية.
- عضو هيئة تحرير مجلة دفاتر ثقافية.
- شارك في عدد من المؤتمرات والاجتماعات الثقافية والإعلامية في الرباط، داكار، القاهرة، هانوي، بغداد، الجزائر، دمشق، بكين.[4]

## المجموعات القصصية
- يدق الباب 1977
- الدوائر برتقالية 1991
- البحث إيقاع مستمر 1997
- انفلات الموج 2001
- جنود لا يحبون الفراشات 2003

## الروايات
- الذين يبحثون عن الشمس 1979
- العربة والليل 1982
- التين الشوكي ينضج قريبًا 1983
- وجوه في الماء الساخن 1996
- قمر في بيت دارس 2001[5]
- وجع لابد منه 2023[6]

## كتبه
- زهير الريس السياسي والمفكر 2000
- ليلة السابع من ديسمبر 2003
- الإعلام الثقافي في الإذاعة والتلفزيون 2006
- 27 قصة قصيرة من قصص الفلسطيني في المناطق المُحتلة 1977
- قصص قصيرة من الوطن المُحتل 1981
- طيور جريحة 2003
- قصص فلسطينية 2003